# Miljanovac
Miljanovac je naselje u Republici Hrvatskoj, u sastavu općine Sirač, Bjelovarsko-bilogorska županija.

## Povijest
Početkom velikosrpske agresije na Hrvatsku, Miljanovac su držali srpski pobunjenici. Selo su hrvatske snage oslobodile 29. rujna 1991. godine.

## Stanovništvo
Prema popisu stanovništva iz 2011. godine, u naselju živi 160 stanovnika, dok je 2001. godine, naselje imalo 206 stanovnika te 80 obiteljskih kućanstava.
| broj stanovnika | 145   | 144   | 228   | 292   | 396   | 388   | 479   | 608   | 506   | 523   | 543   | 517   | 439   | 402   | 206   | 160   | 103   |
|                 | 1857. | 1869. | 1880. | 1890. | 1900. | 1910. | 1921. | 1931. | 1948. | 1953. | 1961. | 1971. | 1981. | 1991. | 2001. | 2011. | 2021. |

## Poznate osobe
- Stanko Stojčević, hrv. političar

## Sport
U naselju je postojao nogometni klub NK Primjer Miljanovac